# Černošín
Černošín é uma cidade checa localizada na região de Plzeň, distrito de Tachov.